# Cleora duponcheli
Cleora duponcheli är en fjärilsart som beskrevs av Wagner 1925. Cleora duponcheli ingår i släktet Cleora och familjen mätare. Inga underarter finns listade i Catalogue of Life.